# Club de Regatas L'Aviron

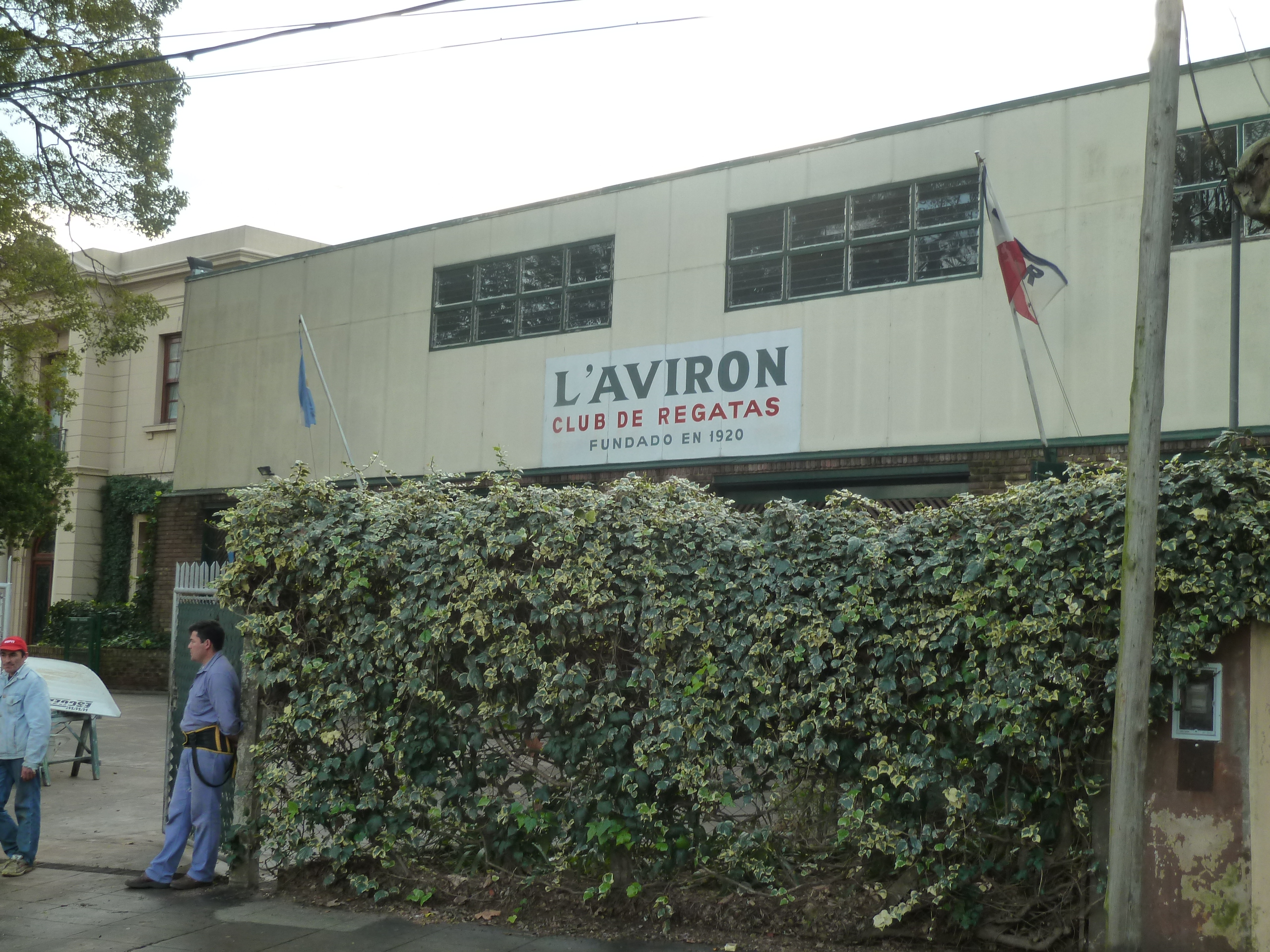
Edificio del club

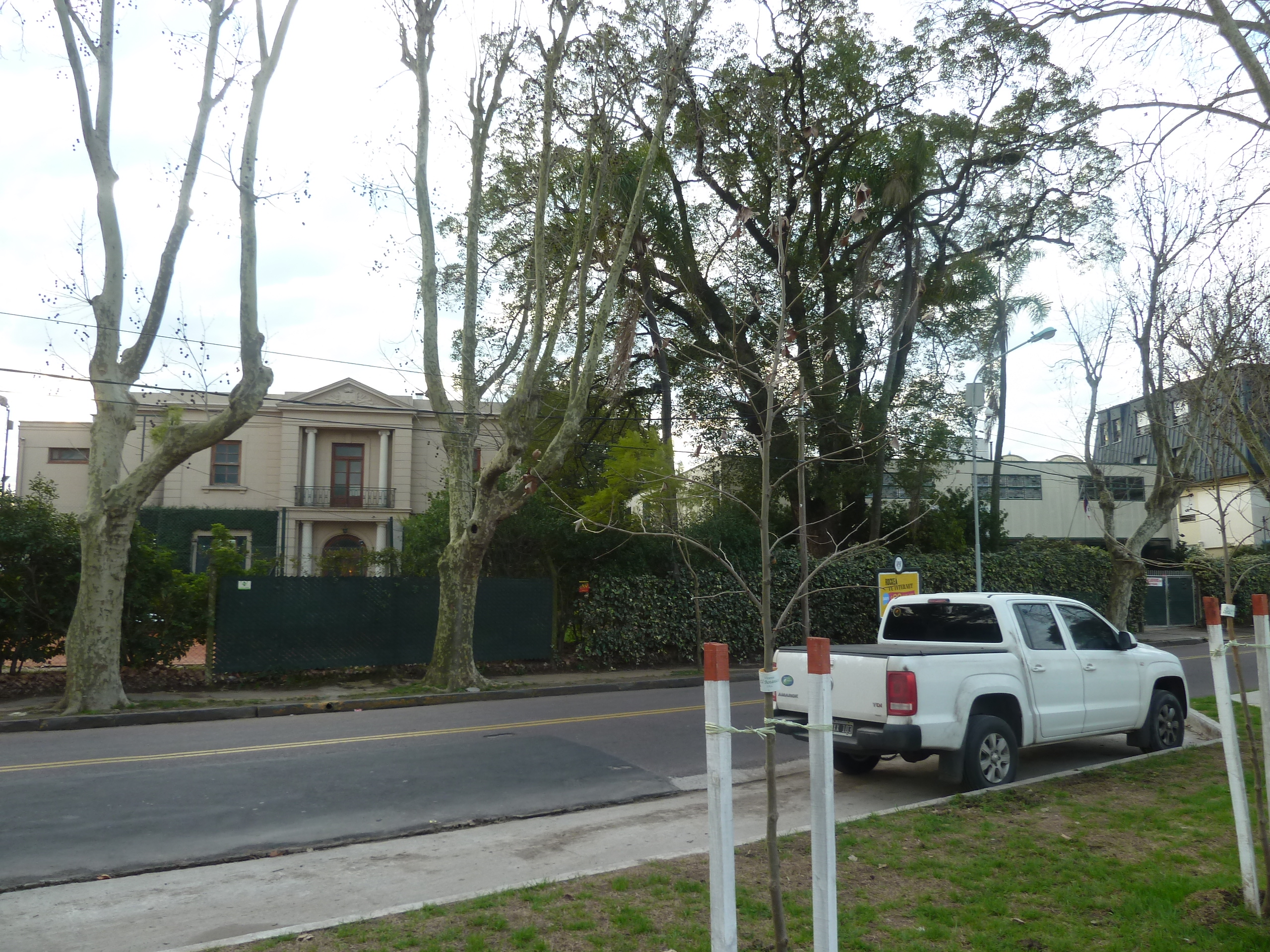
Otra foto del edificio del club

El Club de Regatas L'Aviron es un club social y deportivo situado en la ciudad de
Tigre en la Provincia de Buenos Aires a unos 30 km de la ciudad de Buenos Aires,
Argentina.
Cuenta con más de 600 socios y el clima familiar y la buena convivencia entre sus
socios es una característica central que lo convierte en una institución prestigiosa y
con muy buena reputación.

## Historia
El Club de Regatas L’Aviron fue fundado el 13 de octubre de 1920. Por iniciativa de un
grupo de franceses, belgas y suizos, residentes en Argentina, que practicaban remo
en distintas instituciones de la zona. Los fundadores eran deportistas, entre los que
figuraban Francois Merelle, Pierre Bardin, Georges Roberti, Francois Mussel y Emile
Lernoud (el cual fue el primer presidente), practicaban remo en distintas instituciones
de la zona de Tigre.1
Durante el año 1920, con el aporte de sus socios y algunas donaciones de residentes
franceses, se juntaron los fondos para comprar un terreno ubicado frente al Río Tigre.
El edificio contaba con una casa de dos cuerpos, que destinaron a salón comedor y
vestuario para damas. Luego edificaron un galpón para botes y un vestuario para
caballeros, tiempo después se construyó la pileta de natación, con un tanque
australiano, siendo la primera piscina y por muchos años la única instalada en un club
de esta ciudad. Al poco tiempo ya pudieron construir las primeras tres canchas de
tenis. Algunos años después, se adquirió la Quinta Wilson, cruzando la calle
Ayacucho, donde funciona el área de Administración, cuatro canchas de tenis más,
un sector de juegos infantiles y área de recreación para los socios, además de dos
canchas de piso sintético para la práctica de distintos deportes

## Infraestructura deportiva
- 8 canchas de tenis iluminadas de polvo de ladrillo
- 1 cancha de fútbol 5 de césped sintético
- 1 cancha de fútbol de cemento
- Piscina de temporada
- Jardín con juegos para niños
- Gimnasio con aparatos
- Frontón
- Salón de Yoga

## Infraestructura
- Vestuarios
- Salón para eventos con capacidad para 200 personas
- Restaurante
- Bar

## Deportes practicados en el club
Tenis
Remo
Fútbol
Colonia de verano
Escuelas de tenis y remo
Gimnasia
Ping-pong
Pilates